# Schopokow
Schopokow (kirgisisch Шопоков, russisch Шопоково Schopokowo) ist eine Stadt in Kirgisistan. Bis 1985 hieß die Stadt Krasnooktjabrski, wurde dann aber analog zur Stadtrechtsverleihung umbenannt. 2009 hatte die Stadt 8749 Einwohner.

## Lage
Schopokow liegt im Rajon Sokuluk östlich der gleichnamigen Hauptstadt des Rajons Sokuluk und gilt als Satellitenstadt von Bischkek. Die Bahnstrecke Lugowoi–Bischkek führt am südlichen Stadtrand vorbei und hält dort. Schopokow liegt auch an der Fernstraße M39, die nach Westen über Karabalta weiter nach Kasachstan und im Osten nach Bischkek führt.

## Geschichte
Schopokow war bis 1985 unter dem Namen Krasnooktjabrski eine Siedlung städtischen Typs und wurde dann zu Ehren von Düjschönkul Schopokow, einem der Soldaten aus Iwan Panfilows Division, umbenannt und erhielt den Status einer Stadt.